# 古代南方東亞人
在考古人類學與古遺傳學中。古代南方東亞人（Ancient Southern East Asian），又稱古東南亞人，也被稱為南東亞人（Southern East Asian）、東南亞人群，是生活在亞洲東部，秦岭—淮河线以南地區，今中華人民共和國福建省至广西壮族自治区一帶，以至於中南半島的古代人類，生存年代距今約120,000至8,000年間。他們的存在，經由中華人民共和國福建省奇和洞遺址、中華民國福建省連江縣亮島島尾考古遺址以及中華人民共和國廣西省的考古遺址發掘而被發現。
發生在距今超過4000年以前的新石器時代南亞語族與南島語族擴張，以及苗瑤語族、壯侗語族人群，一般被連結到與這個族群有關。一般推測，在公元前20,000年至26,000年間，由他們之中，分化出古代北部東亞人。來自這個祖源的人類，形成了現今居住在中國大陸南方、台灣、南亞、中南半島、海洋東南亞與大洋州的主體人群。

## 起源
古代南方東亞人的起源目前仍不清楚，但可以知道他們與古代東歐亞人、田園洞人、和平文化、繩文人以及在廣西、福建一帶的前南島民族（Pre-Austronesians）有關。直到和平文化早期之間，他們與古代北部東亞人分離，最晚的分離時間約在距今19,000年時。